# Hleb Rassadkin
Hleb Andrejewicz Rassadkin, biał. Глеб Андрэевіч Рассадкiн (ur. 5 kwietnia 1995 w Mińsku, Białoruś) – białoruski piłkarz, grający na pozycji pomocnika lub napastnika.

## Kariera piłkarska

### Kariera klubowa
W 2011 rozpoczął karierę piłkarską w drużynie rezerw Dynamy Mińsk, a w 2012 debiutował w podstawowym składzie klubu. 30 sierpnia 2017 został zawodnikiem Zirki Kropywnycki. 15 sierpnia 2018 został wypożyczony do Niomanu Grodno. 22 marca 2019 podpisał kontrakt z Niomanem Grodno.

### Kariera reprezentacyjna
Od 2012 do 2016 bronił barw młodzieżowej reprezentacji Białorusi. Wcześniej występował w juniorskich reprezentacjach Białorusi.

## Sukcesy i odznaczenia

### Sukcesy piłkarskie
Dynama Mińsk
- wicemistrz Białorusi: 2014, 2015
- brązowy medalista Mistrzostw Białorusi: 2013, 2016
- finalista Pucharu Białorusi: 2012/13